# Liste der Baudenkmäler in Natz-Schabs
Die Liste der Baudenkmäler in Natz-Schabs (italienisch Naz-Sciaves) enthält die 29 als Baudenkmäler ausgewiesenen Objekte auf dem Gebiet der Gemeinde Natz-Schabs in Südtirol.
Basis ist das im Internet einsehbare offizielle Verzeichnis der Baudenkmäler in Südtirol. Dabei kann es sich beispielsweise um Sakralbauten, Wohnhäuser, Bauernhöfe und Adelsansitze handeln. Die Reihenfolge in dieser Liste orientiert sich an der Bezeichnung, alternativ ist sie auch nach der Adresse oder dem Datum der Unterschutzstellung sortierbar.

## Liste
| Foto |                 | Bezeichnung                                                           | Standort                                      | Eintragung                   | Beschreibung                                                                                  | Metadaten                                              |
| ---- | --------------- | --------------------------------------------------------------------- | --------------------------------------------- | ---------------------------- | --------------------------------------------------------------------------------------------- | ------------------------------------------------------ |
| BW   | Datei hochladen | Bacher ID: 16258                                                      | 46° 44′ 55″ N, 11° 39′ 40″ O Fraktion: Raas   | 14. Okt. 1985 (BLR-LAB 5200) | Ländliches Wohnhaus/Bauernhof                                                                 | KG: Raas Bauparzelle: 29                               |
| BW   | Datei hochladen | Backofen beim Bühler ID: 16253                                        | 46° 44′ 34″ N, 11° 39′ 26″ O Fraktion: Raas   | 14. Okt. 1985 (BLR-LAB 5200) | Backofen                                                                                      | KG: Raas Bauparzelle: 20                               |
| BW   | Datei hochladen | Backofen beim Kaser ID: 16254                                         | 46° 44′ 32″ N, 11° 39′ 28″ O Fraktion: Raas   | 14. Okt. 1985 (BLR-LAB 5200) | Backofen                                                                                      | KG: Raas Bauparzelle: 21                               |
| ja   | Datei hochladen | Bahnhof Aicha ID: 50400                                               | 46° 46′ 36″ N, 11° 38′ 39″ O Fraktion: Aicha  | 5. Apr. 2004 (BLR-LAB 1083)  | Bahnhof/Remise                                                                                | KG: Aicha Bauparzelle: 33                              |
| ja   | Datei hochladen | Bildstock an der Straße nach Franzensfeste ID: 16261                  | 46° 46′ 30″ N, 11° 39′ 51″ O Fraktion: Schabs | 8. Mai 1950 (MD)             | Bildstock                                                                                     | KG: Schabs Bauparzelle: 53                             |
| ja   | Datei hochladen | Elektrizitätswerk und Rienzwerke ID: 16263                            | 46° 46′ 22″ N, 11° 40′ 46″ O Fraktion: Natz   | 14. Okt. 1985 (BLR-LAB 5200) | E-Werke; die Rienzwerke befinden sich etwas nordöstlich auf 46° 46′ 22,7″ N, 11° 40′ 48,3″ O. | KG: Natz Bauparzelle: 70, 71                           |
| ja   | Datei hochladen | Hintermair ID: 16238                                                  | 46° 46′ 45″ N, 11° 38′ 31″ O Fraktion: Aicha  | 14. Okt. 1985 (BLR-LAB 5200) | Ländliches Wohnhaus/Bauernhof                                                                 | KG: Aicha Bauparzelle: 12                              |
| BW   | Datei hochladen | Hintersteurer ID: 16241                                               | 46° 46′ 31″ N, 11° 38′ 20″ O Fraktion: Aicha  | 14. Okt. 1985 (BLR-LAB 5200) | Ländliches Wohnhaus/Bauernhof                                                                 | KG: Aicha Bauparzelle: 28                              |
| ja   | Datei hochladen | Huber ID: 16244                                                       | 46° 45′ 6″ N, 11° 40′ 51″ O Fraktion: Natz    | 14. Okt. 1985 (BLR-LAB 5200) | Ländliches Wohnhaus/Bauernhof                                                                 | KG: Natz Bauparzelle: 15                               |
| BW   | Datei hochladen | Huber in Viums ID: 16247                                              | 46° 45′ 53″ N, 11° 40′ 54″ O Fraktion: Natz   | 14. Okt. 1985 (BLR-LAB 5200) | Ländliches Wohnhaus/Bauernhof                                                                 | KG: Natz Bauparzelle: 65                               |
| BW   | Datei hochladen | Kapelle beim Flötscher ID: 16248                                      | 46° 45′ 44″ N, 11° 40′ 8″ O Fraktion: Natz    | 14. Okt. 1985 (BLR-LAB 5200) | Kapelle                                                                                       | KG: Natz Bauparzelle: 68                               |
| ja   | Datei hochladen | Kapelle beim Rundl ID: 16250                                          | 46° 46′ 11″ N, 11° 40′ 35″ O Fraktion: Natz   | 14. Okt. 1985 (BLR-LAB 5200) | Kapelle                                                                                       | KG: Natz Bauparzelle: 76                               |
| ja   | Datei hochladen | Keller ID: 16260                                                      | 46° 46′ 11″ N, 11° 39′ 58″ O Fraktion: Schabs | 14. Okt. 1985 (BLR-LAB 5200) | Ländliches Wohnhaus/Bauernhof                                                                 | KG: Schabs Bauparzelle: 12                             |
| BW   | Datei hochladen | Kofler ID: 16257                                                      | 46° 44′ 42″ N, 11° 39′ 36″ O Fraktion: Raas   | 14. Okt. 1985 (BLR-LAB 5200) | Ländliches Wohnhaus/Bauernhof                                                                 | KG: Raas Bauparzelle: 26                               |
| BW   | Datei hochladen | Liendl mit Kornkasten ID: 16245                                       | 46° 45′ 8″ N, 11° 40′ 54″ O Fraktion: Natz    | 14. Okt. 1985 (BLR-LAB 5200) | Ländliches Wohnhaus/Bauernhof                                                                 | KG: Natz Bauparzelle: 19/1, 19/2                       |
| ja   | Datei hochladen | Ölbergkapelle ID: 16262                                               | 46° 46′ 28″ N, 11° 39′ 19″ O Fraktion: Schabs | 14. Okt. 1985 (BLR-LAB 5200) | Kapelle                                                                                       | KG: Schabs Grundparzelle: 497/1                        |
| BW   | Datei hochladen | Peintner ID: 16237                                                    | 46° 46′ 46″ N, 11° 38′ 35″ O Fraktion: Aicha  | 14. Okt. 1985 (BLR-LAB 5200) | Ländliches Wohnhaus/Bauernhof                                                                 | KG: Aicha Bauparzelle: 7                               |
| ja   | Datei hochladen | Pfarrkirche St. Margareth mit Friedhofskapelle und Friedhof ID: 16259 | 46° 46′ 10″ N, 11° 39′ 57″ O Fraktion: Schabs | 14. Okt. 1985 (BLR-LAB 5200) | Kirche                                                                                        | KG: Schabs Bauparzelle: 1 Grundparzelle: 1             |
| ja   | Datei hochladen | Pfarrkirche St. Philipp und Jakob mit Friedhof ID: 16242              | 46° 45′ 10″ N, 11° 40′ 51″ O Fraktion: Natz   | 14. Okt. 1985 (BLR-LAB 5200) | Kirche                                                                                        | KG: Natz Bauparzelle: 1 Grundparzelle: 144/1           |
| BW   | Datei hochladen | Raspe ID: 16243                                                       | 46° 45′ 11″ N, 11° 40′ 46″ O Fraktion: Natz   | 14. Okt. 1985 (BLR-LAB 5200) | Ländliches Wohnhaus/Bauernhof                                                                 | KG: Natz Bauparzelle: 4                                |
| BW   | Datei hochladen | Ratzötz ID: 16256                                                     | 46° 44′ 33″ N, 11° 39′ 42″ O Fraktion: Raas   | 14. Okt. 1985 (BLR-LAB 5200) | Ländliches Wohnhaus/Bauernhof                                                                 | KG: Raas Bauparzelle: 24/1, 24/2                       |
| ja   | Datei hochladen | Rundler Mühle in Viums ID: 16249                                      | 46° 46′ 20″ N, 11° 40′ 45″ O Fraktion: Natz   | 14. Okt. 1985 (BLR-LAB 5200) | Mühle                                                                                         | KG: Natz Bauparzelle: 72                               |
| ja   | Datei hochladen | St. Ägidius mit Kapellen und Friedhof ID: 16251                       | 46° 44′ 59″ N, 11° 39′ 37″ O Fraktion: Raas   | 14. Okt. 1985 (BLR-LAB 5200) | Kirche                                                                                        | KG: Raas Bauparzelle: 1/1, 1/2, 1/3 Grundparzelle: 432 |
| ja   | Datei hochladen | St. Magdalena in Viums ID: 16246                                      | 46° 45′ 54″ N, 11° 40′ 55″ O Fraktion: Natz   | 14. Okt. 1985 (BLR-LAB 5200) | Kirche                                                                                        | KG: Natz Bauparzelle: 62                               |
| ja   | Datei hochladen | St. Nikolaus mit Friedhofskapelle und Friedhof ID: 16236              | 46° 46′ 33″ N, 11° 38′ 30″ O Fraktion: Aicha  | 14. Okt. 1985 (BLR-LAB 5200) | Kirche                                                                                        | KG: Aicha Bauparzelle: 1 Grundparzelle: 1              |
| BW   | Datei hochladen | Tauber ID: 16252                                                      | 46° 45′ 5″ N, 11° 39′ 26″ O Fraktion: Raas    | 14. Okt. 1985 (BLR-LAB 5200) | Ländliches Wohnhaus/Bauernhof                                                                 | KG: Raas Bauparzelle: 16/1                             |
| BW   | Datei hochladen | Trinner ID: 16255                                                     | 46° 44′ 32″ N, 11° 39′ 42″ O Fraktion: Raas   | 14. Okt. 1985 (BLR-LAB 5200) | Ländliches Wohnhaus/Bauernhof                                                                 | KG: Raas Bauparzelle: 23                               |
| BW   | Datei hochladen | Vordersteurer mit ehemaligem Torggelhaus ID: 16240                    | 46° 46′ 31″ N, 11° 38′ 21″ O Fraktion: Aicha  | 14. Okt. 1985 (BLR-LAB 5200) | Ländliches Wohnhaus/Bauernhof                                                                 | KG: Aicha Bauparzelle: 25                              |
| BW   | Datei hochladen | Weingartner ID: 16239                                                 | 46° 46′ 46″ N, 11° 38′ 30″ O Fraktion: Aicha  | 14. Okt. 1985 (BLR-LAB 5200) | Ländliches Wohnhaus/Bauernhof                                                                 | KG: Aicha Bauparzelle: 14                              |

Falls bei einem Baudenkmal keine Koordinaten bekannt sind, werden ersatzweise die Katasterdaten zum Zeitpunkt der Unterschutzstellung angegeben. Diese sind weder offiziell noch zwingend aktuell.
Die vom Landesdenkmalamt übernommenen Adressen können veraltet sein.
| Foto:   | Fotografie des Denkmals. Klicken des Fotos erzeugt eine vergrößerte Ansicht. Daneben finden sich zwei Symbole: |
| ID      | Identifikator beim Südtiroler Landesdenkmalamt                                                                 |
| KG      | Katastralgemeinde                                                                                              |
| MD      | Ministerialdekret                                                                                              |
| BLR-LAB | Beschluss der Landesregierung – Landesausschussbeschluss                                                       |